# Vingerskateboard

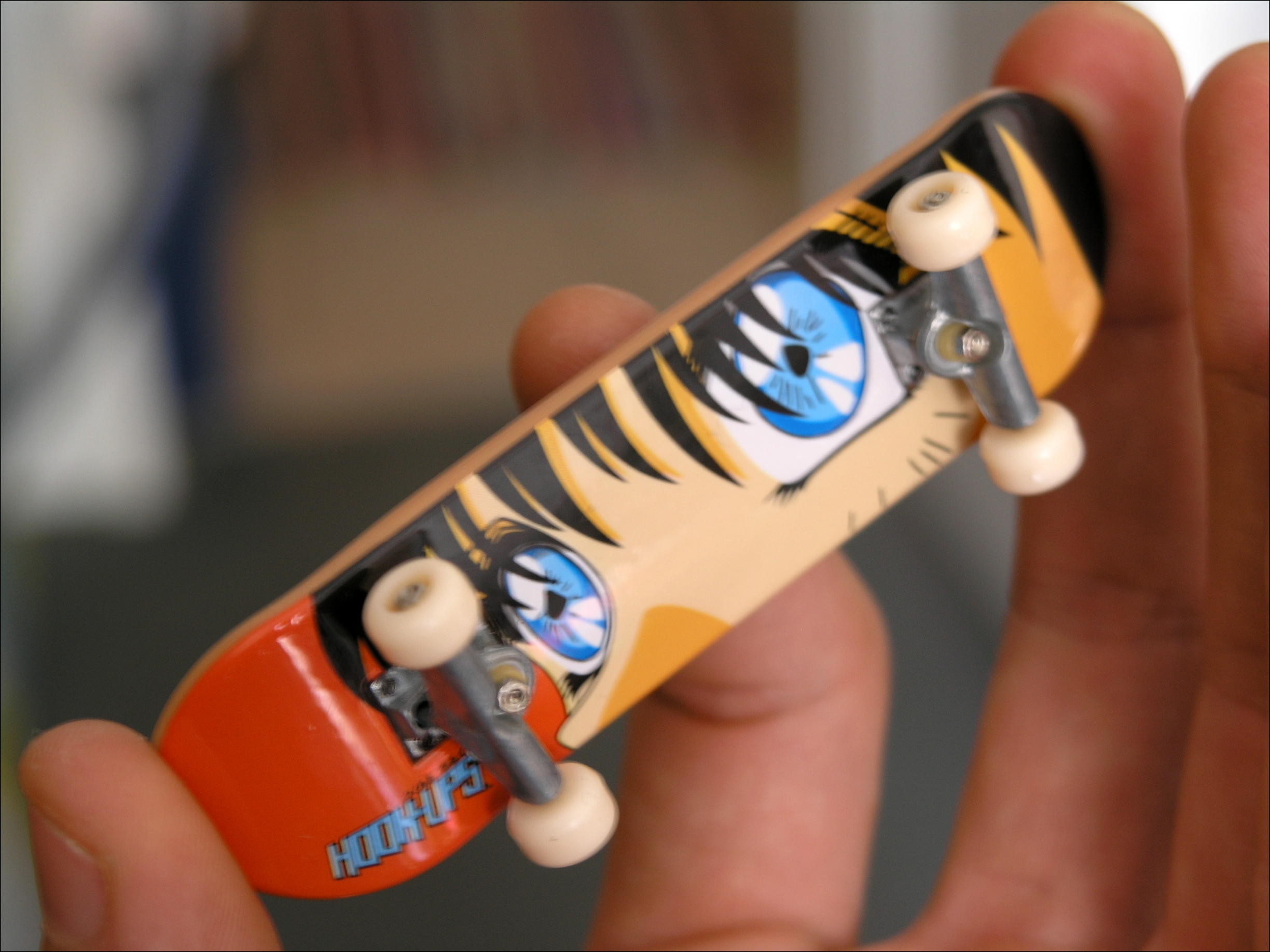
Vingerskateboard

Een vingerskateboard is een miniatuurskateboard dat met de vingers bestuurd wordt. De bedoeling is dat er met twee vingers zo realistisch mogelijk skateboardtrucs nagebootst worden.
Er zijn speciale accessoires voor de vingerskateboard, zoals een mini-quarterpipe en een trapje met leuningen. Voor ervaren vingerskateboarders zijn er professionele producten op de markt, zoals houten boards en wielen met kogellagers. De bekendste merken zijn de Amerikaanse Tech Deck, het Duitse Berlinwood en het Duitse Blackriver-Ramps. De Tech Deck is gemaakt uit plastic onderdelen, terwijl er ook varianten bestaat die, net zoals skateboards, uit fineerhout bestaan.

## Geschiedenis
Het vingerboard of fingerboard wordt met de vingers bestuurd, in plaats van met de benen zoals bij het skateboarden. Een vingerboard is een werkende replica (ongeveer 1:8 geschaald) van een skateboard dat een persoon "berijdt" door skateboardtrucs met hun vingers na te bootsen.
Het vingerboard komt in de jaren 70 voor het eerst voor in de diverse skateboardmagazines. Echt populair werden ze halverwege 1980. In 1985 kwam Transworld Skateboard Magazine met een artikel over hoe je een eigen vingerboard kon maken, en was er de Bones Brigade-video in 1985, die het vingerboarden laat zien. Als speelgoed begon het in 1986 als sleutelhanger.
In de jaren 90 ontwikkelde het zich tot een sport. De sport is in zowel Verenigde Staten als in Europa populair. Ze wordt vooral door jonge mensen gespeeld, globaal gezegd vanaf 10 jaar tot en met veertigers. In Duitsland houden ze Fast Fingers, wat het wereldkampioenschap voor vingerskateboarden is.

## Constructie
Deck: Het deck is gemaakt van plastic of hout. De vormen variëren van ijslolly decks, cruiser decks en old school decks. Moderne en/of hogere kwaliteit decks hebben een gedefinieerde neus en staart, net als een echt skateboard. In de loop der jaren werden decks breder, oude "Berlin Wood"-decken waren bijvoorbeeld 29 mm breed, terwijl tegenwoordig dekken variëren van 32 mm-34 mm
Wielen: Wielen zijn gemaakt van plastic, metaal of urathane, (hetzelfde materiaal dat wordt gebruikt in skateboardwielen) omdat het een stevige grip geeft. Hogere kwaliteit wielen zijn ook uitgerust met lagers. Ze zijn ofwel barings, 3D-geprint of machinaal bewerkt op een draaibank (of hun industriële equivalent).
Tape: Voor een betere hechting wordt een griptape op het deck gelijmd, die bestaat uit rubber, neopreen of fijnkorrelige skateboardgrip. Schroeven: zijn de schroeven waarmee de fingerboard aan het dek worden bevestigd.
Bushings: Net als echte skateboardtrucks hebben fingerboardtrucks twee bushings die het boarden meestal soepeler maken. Goedkope plastic boards hebben soms alleen harde plastic bushings, die gemakkelijk kunnen breken en het moeilijker maken om bepaalde tricks op de fingerboard te doen.
Hellingen en obstakels spelen een grote rol bij fingerboarding. In de vroege tijden van fingerboarden werden ze zelfgemaakt van hout, metaal, beton, enz. . Tegenwoordig maken veel merken en bedrijven hindernissen in kleine tot grote voorraden. Net als dekken bestaan goedkopere obstakels meestal uit plastic, terwijl opritten van hogere kwaliteit zijn gemaakt van gegoten beton, hout en metaal. De meeste obstakels zijn bedoeld om een echt obstakel na te bootsen. Tassen en dozen worden gebruikt om "Set-up's" en delen van een fingerboard in op te bergen.-

## Competities
In 2011 werd in Praag onder twintig deelnemers een Europese competitie gehouden die de European Fingerboard Cup werd genoemd. De competitie werd gewonnen door Dimitri Schlotthauer.